# Pantherophis obsoletus
Pantherophis obsoletus – gatunek węża z rodziny połozowatych (Colubridae).

## Występowanie
Zamieszkuje endemicznie środkową i południową część USA, od skrajnie południowo-wschodniej części stanu Minnesota na południe po Teksas i Luizjanę.

## Systematyka
Obecnie gatunek uznawany jest za monotypowy, choć kilka jego podgatunków opisano. Dawniej za jego podgatunki uznawane były Pantherophis alleghaniensis i Pantherophis quadrivittatus mające obecnie status odrębnych gatunków.